# Lómfelli
Lómfelli è una montagna alta 345 metri sul mare situata sull'isola di Streymoy, la maggiore dell'arcipelago delle Isole Fær Øer, in Danimarca.